# Тимошин, Григорий Илларионович
Григорий Илларионович Тимошин (19 января 1910, Богданово, Тульская губерния — 29 декабря 1987, Богданово, Тульская область) — командир отделения миномётной роты 340-го гвардейского стрелкового полка (121-я гвардейской стрелковой дивизии, 13-я армия, 1-й Украинский фронт) гвардии сержант.

## Биография
Родился в крестьянской семье в деревне Богданово Белёвского уезда Тульской губернии (в настоящее время Белёвский район Тульской области). Получил начальное образование, работал в совхозе рабочим.
В 1939 году был призван в ряды Красной армии, участвовал в советско-финской войне 1939—1940 годов. В 1942 году Белёвским райвоенкоматом был вновь призван и с февраля 1942 года на фронтах Великой Отечественной войны.
27 июля 1943 года подносчик снарядов красноармеец Тимошин был награждён медалью «За боевые заслуги» за то, в 22 и 23 июля 1943 года в боях за деревни Рыжиково и Пахомово в Орловской области под ураганным огнём доставил вброд через Оку около 100 мин.
13 и 14 июля 1944 года при проведении Львовско-Сандомирской операции, отражая контратаки противника, возле населённого пункта Долгов (юго-западнее города Горохов) огнём миномёта подавил одно орудие, 2 пулемёта и уничтожил 15 солдат противника. Приказом по 121-й гвардейской стрелковой дивизии от 24 августа 1944 года сержант Тимошин был награждён орденом Славы 3-й степени.
19 июля 1944 года при прорыве долговременной обороны противника южнее города Сокаль Львовской области командир отделения миномётной роты Тимошин с бойцами ворвался в траншею противника, уничтожил большое количество солдат противника, 2-х взял в плен. Приказом по 13 армии от 24 августа 1944 года награждён орденом Славы 2 степени. Указом Президиума Верховного Совета СССР от 26 декабря 1967 года перенаграждён орденом Славы 1-й степени.
15 января 1945 года в 3 км юго-западнее города Кельце в Польше подорвал 3 автомашины с боеприпасами, истребил свыше отделения солдат противника. 26 января 1945 года при отражении контратаки противника западнее нас. пункта Кёбен (в настоящее время Хобеня) вывел из строя 3 огневые точки противника и до 15 солдат. Приказом по 13-й армии от 14 марта 1945 года награждён орденом Славы 2-й степени.
Демобилизовался в апреле 1945 года. Вернулся на родину, работал в колхозе.
6 апреля 1985 года к 40-летию Победы он был награждён орденом Отечественной войны 1-й степени.
Скончался 29 декабря 1987 года.